# Batalla de Ongal
La batalla de Ongal (en búlgaro: Битка при Онгъла) tuvo lugar en el verano de 680 en la zona de Ongal, un lugar no especificado en el suroeste de Ucrania o noreste de Rumanía alrededor del delta del Danubio. La batalla tuvo una enorme importancia e influencia no solo para los Balcanes sino también para la historia europea con la creación del Primer Imperio búlgaro.

## Orígenes del conflicto
En 632, el kan Kubrat logró unir a los protobúlgaros en la poderosa Antigua Gran Bulgaria, entre el mar Negro y el mar Caspio. Después de su muerte en 665 el estado se vio amenazado por los constantes ataques de los jázaros del este y sus hijos divididos. Batbayan el hijo mayor heredó el trono, pero fue derrotado por los jázaros y sometido a su dominio. Kotrag se dirigió al norte y estableció la fuerte Bulgaria del Volga, mientras que el tercer hijo Asparukh marchó hacia el oeste y se estableció con su pueblo en la zona de Ongala al norte del Danubio. Desde allí lanzó un ataque contra las fortalezas bizantinas en el sur. Durante ese tiempo Bizancio estaba en guerra con los árabes que incluso sitiaron la capital de Constantinopla. Sin embargo, en el año 680 los árabes fueron derrotados y establecieron la paz. Después de este éxito el emperador Constantino IV decidió castigar a los protobúlgaros por su ataque y lideró un ejército de 50 000 hombres contra Asparukh. Mientras tanto el líder protobúlgaro se alió con las Siete tribus eslavas para la protección mutua contra los ataques bizantinos y formaron una federación.

## La batalla
Los protobúlgaros habían construido murallas de madera en la zona pantanosa al norte del Danubio. Los pantanos obligaron a los bizantinos a realizar ataques desde distintos lugares y en grupos más pequeños que redujeron la fuerza de su ataque. Con los ataques repentinos de las murallas, la defensa bien organizada finalmente obligó a retirar a los bizantinos, y la retirada se convirtió en una estampida. La caballería protobúlgara salió y arremetió a los enemigos que se retiraban desordenadamente. La mayoría de los soldados bizantinos perecieron. Según la creencia popular, el emperador tenía un dolor en la pierna y se fue a Nesebar a tratarse. Las tropas pensaron huir del campo de batalla, y comenzaron a correr. Cuando los protobúlgaros se dieron cuenta de lo que estaba sucediendo, atacaron y derrotaron fácilmente al desalentado enemigo.

## Consecuencias
Después de la victoria, los protobúlgaros avanzaron hacia el sur y se apoderaron de las tierras al norte de Stara Planina. En 681 invadieron Tracia y derrotaron a los bizantinos nuevamente. Constantino IV se encontraba en un camino sin salida y pidió la paz. Con el tratado de 681 los bizantinos reconocieron la creación del nuevo estado búlgaro y estaban obligados a pagar un tributo anual a los gobernantes búlgaros, que fue muy humillante para el imperio.

## Significado
Esta batalla fue un momento significativo en la historia europea, ya que condujo a la creación de un poderoso estado eslavo, que se convertiría en una superpotencia europea en el siglo ix y x, junto con los imperios bizantino y franco, y el centro cultural y espiritual de la Europa eslava a través de la mayor parte de la Edad Media.